# Coprinus saccharinus
Coprinus saccharinus är en svampart som tillhör divisionen basidiesvampar, och som beskrevs av Henri Romagnesi. Coprinus saccharinus ingår i släktet Coprinus, och familjen Agaricaceae. Arten har ej påträffats i Sverige.